# Euklides från Megara
Euklides från Megara, född omkring 450 f.Kr., död omkring 368 f.Kr., var en grekisk sokratisk filosof. Han var lärjunge till Sokrates och är främst känd för att ha grundat den megariska skolan.